# Schronisko nad Jaskinią na Łączkach
Schronisko nad Jaskinią na Łączkach – schronisko w dolnej części Doliny Będkowskiej na Wyżynie Krakowsko-Częstochowskiej. Znajduje się w Łączkach Kobylańskich będących częścią wsi Kobylany w województwie małopolskim, w  powiecie krakowskim, w gminie Zabierzów.

## Opis jaskini
Obiekt znajduje się w górnej części Rusnej Skały (Ruskiej Skały), w porośniętym lasem wzniesieniu Kobylskie Góry, kilkanaście metrów powyżej soczewkowatego otworu Jaskini na Łączkach. Za szczelinowatym otworem o wysokości 0,5 m jest korytarzyk o długości 1,5 m prowadzący do wysokiego na 1,5 m rozszerzenia o wymiarach 2 × 3,5 m. Jego dno zawalają duże głazy. W kierunku zachodnim i w górę odbiega stąd ciasna szczelina kończąca się otworem na powierzchni skał.
Jaskinia powstała w późnojurajskich wapieniach skalistych. Brak śladów zjawisk krasowych świadczy o tym, że nie jest pochodzenia krasowego. Na ścianach występują niewielkie nacieki mleka wapiennego. Namulisko składa się z iłu, wapiennego gruzu i próchnicy, a bliżej powierzchni pokryte jest nawianymi przez wiatr liśćmi. Prawdopodobnie jest obfite. Schronisko jest suche, przewiewne i widne do końca. W jego wnętrzu obserwowano komary, pajęczaki, chruściki i motyle rusałę pawik i szczerbówkę ksieni. Przy otworach rozwijają się glony i porosty.
Schronisko znane było od dawna.Opisał go i sporządził jego plan Kazimierz Kowalski w 1951 roku. Aktualną dokumentację sporządził A. Górny we wrześniu 2009 r., a plan opracował M. Pruc.
W wapiennych skałach wzniesienia Kobylskich Gór jest jeszcze kilka innych jaskiń: Jaskinia na Łączkach, Jaskinia na Łączkach Górna, Lej na Łączkach. 

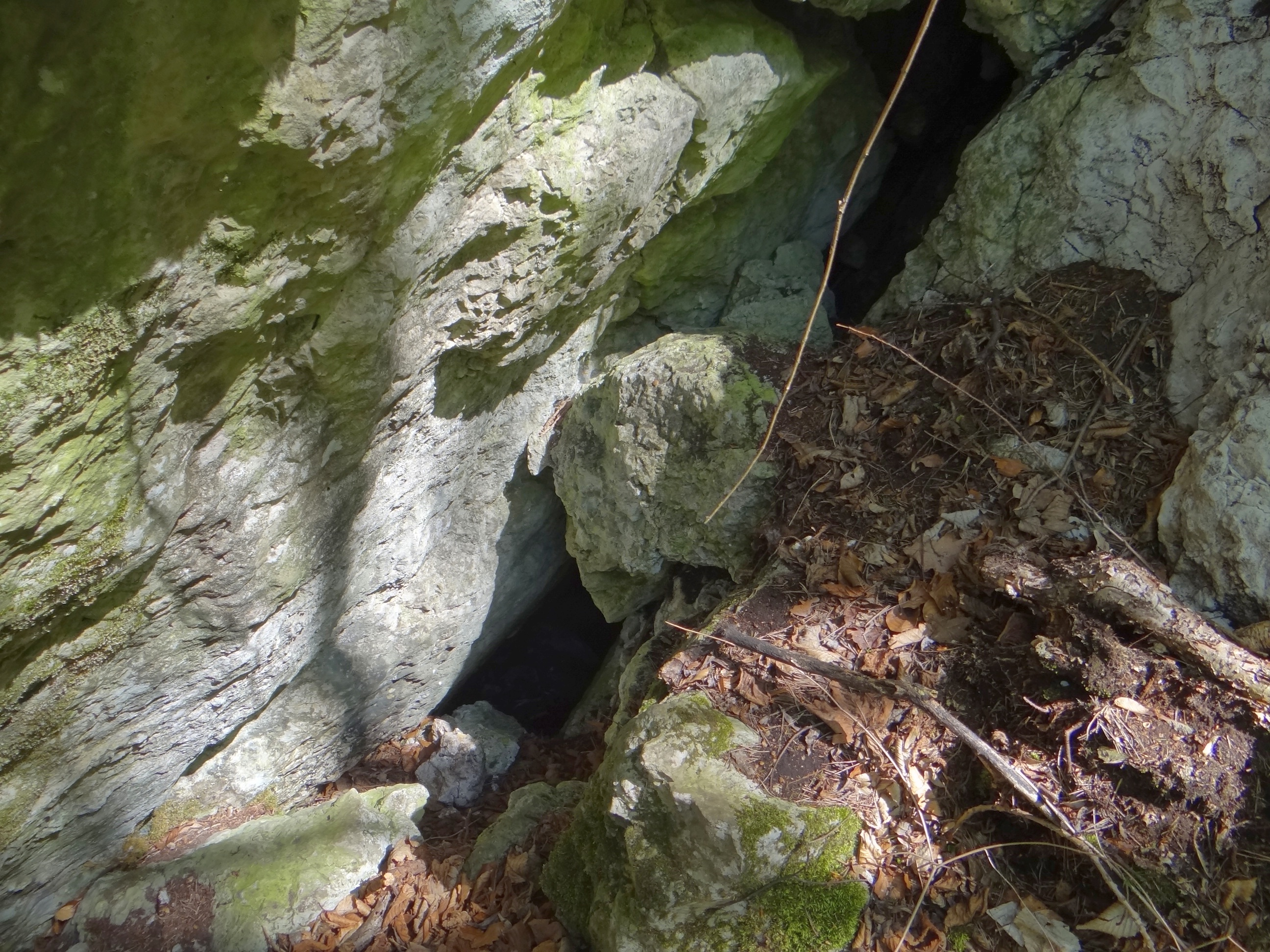